# Бутаєва Фатіма Асланбеківна
Фатіма Асланбеківна Бутаєва (ос. Бутаты Асланбеджы чызг Фатимае, 1 грудня 1907, Алагир, Терська область, Російська імперія — 19 червня 1992, Москва) — радянська вчена-фізик, педагог. Лауреат Сталінської премії другого ступеня (1951).

## Життєпис
Народилася в сім'ї відомого адвоката і журналіста Асланбека Савовича Бутаєва. Дядько — Казбек Савович Бутаєв. Її мати померла, коли Фатімі було сім років.
1925 року вступила до Горського педагогічного інститут, 1926 перевелася на фізико-математичне відділення педагогічного факультету Другого Московського державного університету. 1932 року закінчила університет і стала працювати викладачем математики в Куйбишеві. Того ж року повернулася в Москву, де протягом двох років працювала викладачем теоретичної механіки в технікумі Навчального комбінату Метробуду. Потім, 1934 року, перейшла на роботу до Всесоюзного електротехнічного інституту (ВЕІ) в лабораторію джерел світла, яку очолював тоді В. О. Фабрикант. Почавши роботу у ВЕІ інженером, згодом, після призначення В. О. Фабриканта на посаду завідувача кафедри, стала керувати лабораторією.
1937 року були репресовані її батько і рідний дядько К. С. Бутаєв (реабілітовані 1956 року), в зв'язку з чим протягом року перебувала під загрозою звільнення з інституту, але в підсумку звільнена не була.
У роки війни перебувала в евакуації у Свердловську.
1943 року відновила роботу з вивчення люмінесценції. 1946 року за результатами виконаних нею робіт у галузі газового розряду і люмінесценції захистила дисертацію на здобуття наукового ступеня кандидата технічних наук.
Після організації 1951 року на базі ВЕІ нового Всесоюзного науково-дослідного світлотехнічного інституту (ВНДСІ) стала працювати в ньому. Більше двадцяти п'яти років керувала в цьому інституті лабораторією люмінесцентних ламп.
Під її керівництвом було підготовлено і успішно захищено багато дисертацій на здобуття наукового ступеня кандидата технічних наук.
Була членом Вченої ради та членом Науково-технічної ради ВНДСІ, працювала в складі комісії з лампових люмінофорів Ради з люмінесценції АН СРСР .
Померла 19 червня 1992 року. Похована на Котляковському кладовищі в Москві.

## Наукова діяльність
Займалася дослідженнями фізики газового розряду і вивченням спектрального складу і інтенсивності випромінювання іонізованих газів у широкому інтервалі зміни струмів і тисків. Спільно з В. О. Фабрикантом розробила і застосувала оригінальний метод дослідження дифузії фотонів в плазмі, заснований на застосуванні люмінесцентних зондів. Протягом ряду років вела роботу з дослідження люмінесценції різних люмінофорів в оптичній ділянці спектра. Практичним результатом цих робіт є розробка і початок випуску перших в СРСР люмінесцентних ламп. 1951 року за розробку ламп цього типу Ф. А. Бутаєва спільно з С. І. Вавиловим , В. Л. Льовшиним, М. О. Константиновою-Шлезінгер, В. О. Фабрикантом і В. І. Долгополовим була відзначена званням лауреата Сталінської премії другого ступеня.
Разом з В. О. Фабрикантом і М. М. Вудинським виконала піонерські дослідження з негативної абсорбції світла. Було встановлено, що під час поширення світла в середовищі з інверсною заселеністю відбувається експоненціальне зростання його інтенсивності. Було також доведено, що для збільшення посилення необхідне багаторазове проходження електромагнітної хвилі в середовищі з негативним коефіцієнтом поглинання, запропоновано три методи переведення середовищ у нерівноважний стан, рекомендовано три способи отримання активних середовищ. Підкреслено спрямованість поширення посиленої хвилі і відзначено, що квантовий спосіб посилення електромагнітних хвиль придатний для хвиль, що належать різним ділянкам спектра, включно з інфрачервоним, видимим і ультрафіолетовим спектром. На основі отриманих результатів автори сформулювали новий принцип посилення світла, пізніше покладений в основу дії лазерів.

1951 року В. О. Фабрикант, Ф. А. Бутаєва і М. М. Вудинський оформили заявку на наукове відкриття та дві заявки на винаходи «Спосіб посилення електромагнітних хвиль» і «Використання багаторазових проходжень посилюваної електромагнітної хвилі в нерівноважних середовищах». У першій із заявок на винахід було сформульовано: 
 Метод посилення електромагнітного випромінювання, який відрізняється тим, що посилюване випромінювання пропускається через середовище, в якому за допомогою допоміжного випромінювання або іншими способами створюється надлишкова в порівнянні з рівноважною концентрація атомів, інших частинок або систем, що знаходяться на верхніх, збуджених рівнях. 
 Таке формулювання є точним описом способу посилення світла, використовуваного у всіх лазерах.
Згадані роботи з квантового способу посилення світла багато в чому випередили свій час і не отримали своєчасної адекватної оцінки. Так, позитивне рішення за заявкою на спосіб посилення світла (Авторське свідоцтво № 123 209 з пріоритетом від 18 червня 1951 року) було прийнято лише в 1959 році, тобто через вісім років після її оформлення.
Як наслідок, хоча і зі значною затримкою в часі, наукова новизна робіт і їх революційний характер отримали повне визнання. 1964 року Ф. А. Бутаєвій, В. О. Фабриканту і М. М. Вудинському було видано диплом про наукове відкриття «Явище посилення електромагнітних хвиль (когерентне випромінювання)» № 12 з пріоритетом від 18 червня 1951 року, а саме відкриття було внесено до Державного реєстру наукових відкриттів СРСР. Тим самим, було офіційно визнано, що зазначені роботи «внесли корінні зміни в рівень пізнання».

## Винаходи
- «Газорозрядна лампа низького тиску»
- «Люмінесцентна лампа низького тиску» та інші.

## Нагороди
- Сталінська премія другого ступеня (1951) — за розробку люмінесцентних ламп
- Орден «Знак Пошани»
- Медаль «За трудову доблесть»
- Медалі

## Основні роботи
- Бутаева Ф. А., Фабрикант В. А. О резонансном излучении разряда в смеси ртути и аргона // Известия АН СССР. Сер. физическая. 1945, т. IX, № 3.
- Бутаева Ф. А., Фабрикант В. А. Влияние параметров разряда на интенсивность линий 1850 и 2537 Å в люминесцентных лампах // Известия АН СССР. Сер. физическая. 1949, т. XIII, № 2.
- Бутаева Ф. А., Фабрикант В. А. Исследования при помощи люминесцирующих зондов в области 500—1200 Å// Журнал технической физики, 1956, т. 26.
- Бутаева Ф. А., Фабрикант В. А. Чувствительность люминофоров для люминесцентных ламп в коротковолновом ультрафиолетовом излучении // Известия АН СССР. Сер. физическая, 1957, т. 21, № 4.
- Фабрикант В. А., Бутаева Ф. А. Оптика среды с отрицательным коэффициентом поглощения // Сб. «Экспериментальные и теоретические исследования по физике». — АН СССР, 1959.